# 검은머리쑥새
검은머리쑥새는 참새목 멧새과의 조류이다. 유럽과 아시아 북부에서 번식한다.

## 특징
검은머리쑥새의 몸길이는 13.5-15.5cm이다. 수컷의 머리와 목은 검은색이고, 갈색 줄무늬가 많다. 암컷의 몸색깔은 더 연하고, 머리에 갈색 줄무늬가 있다.

## 사진

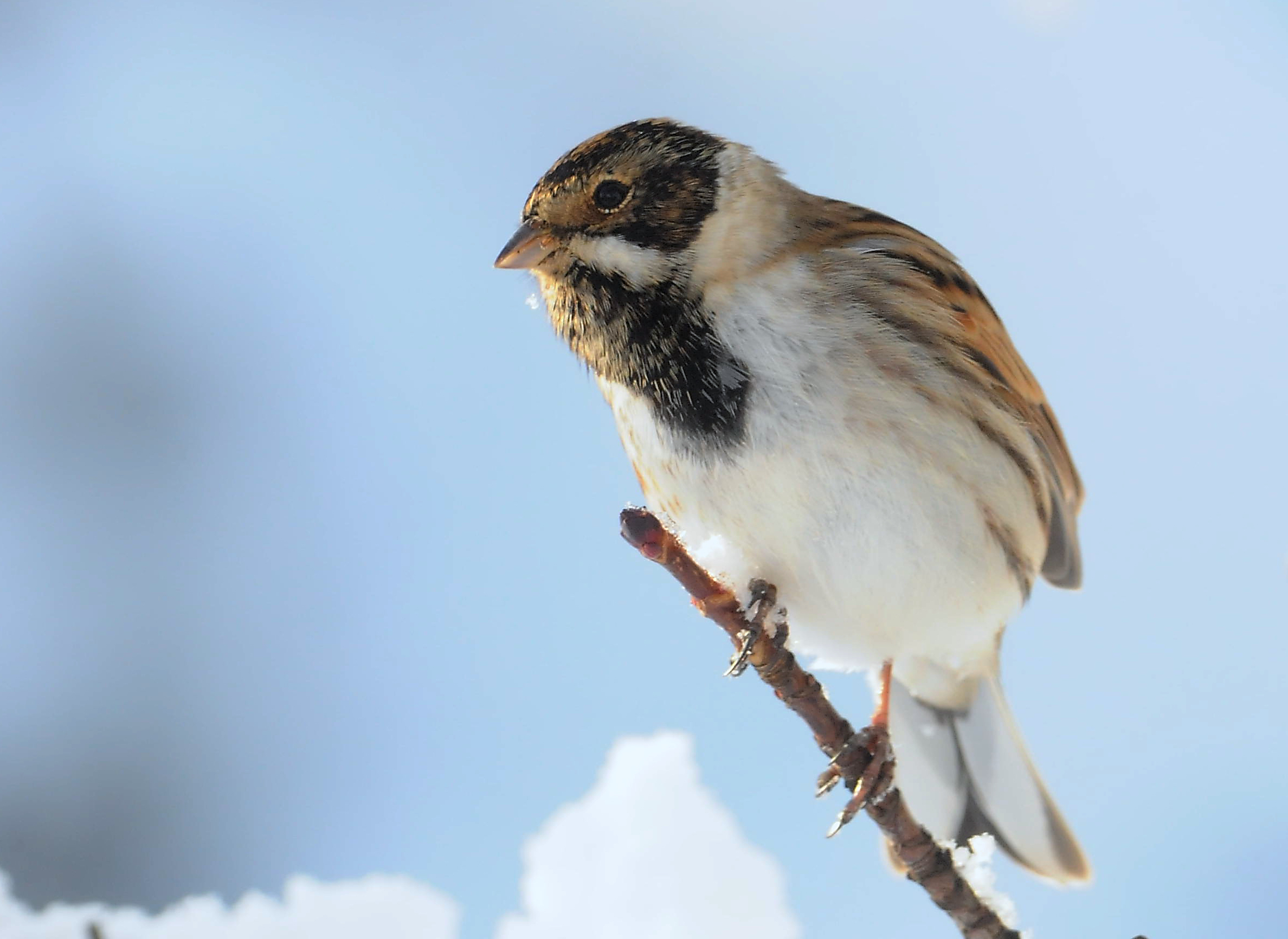
검은머리쑥새 수컷 겨울깃
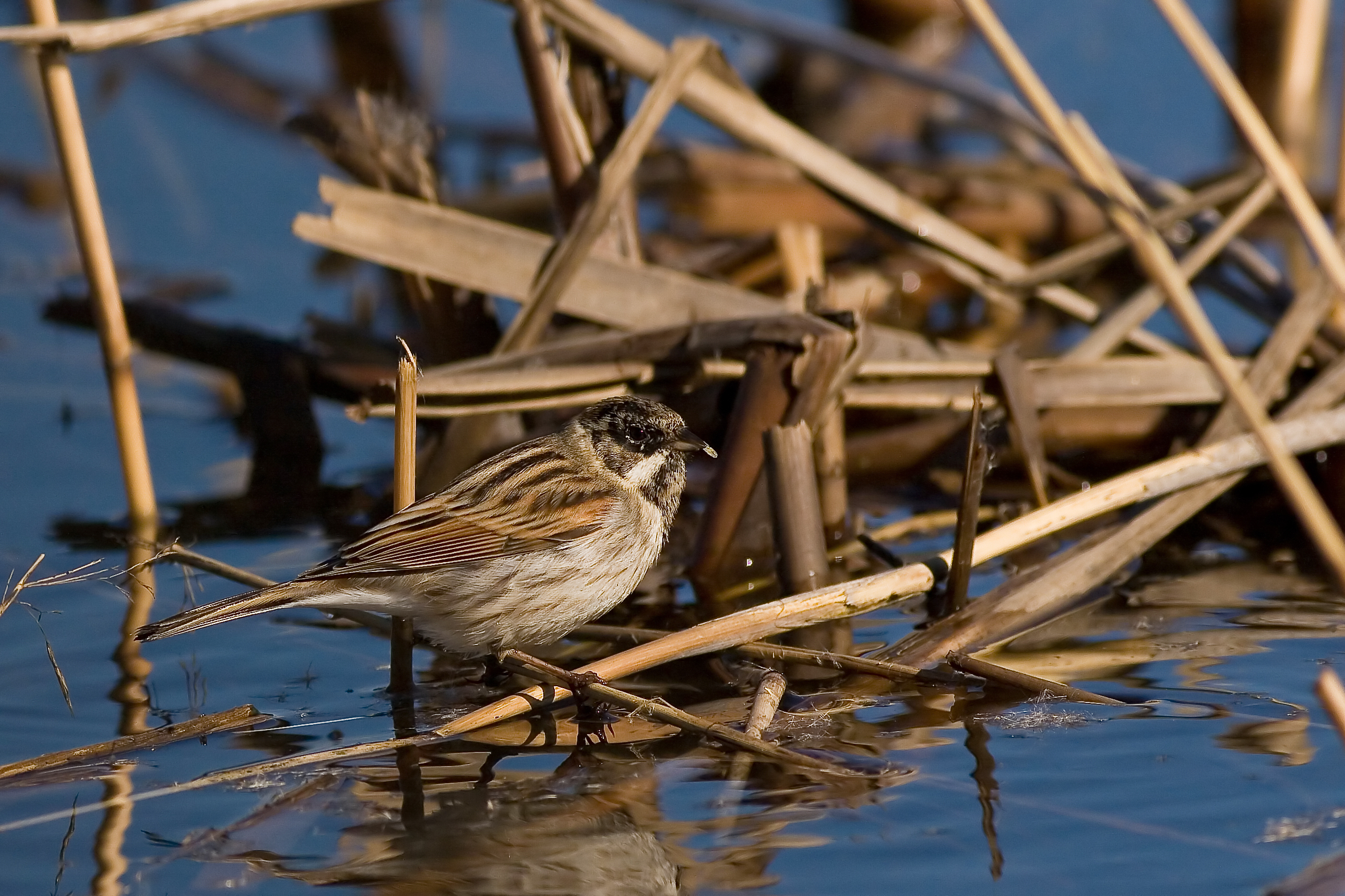
검은머리쑥새의 자연 서식지
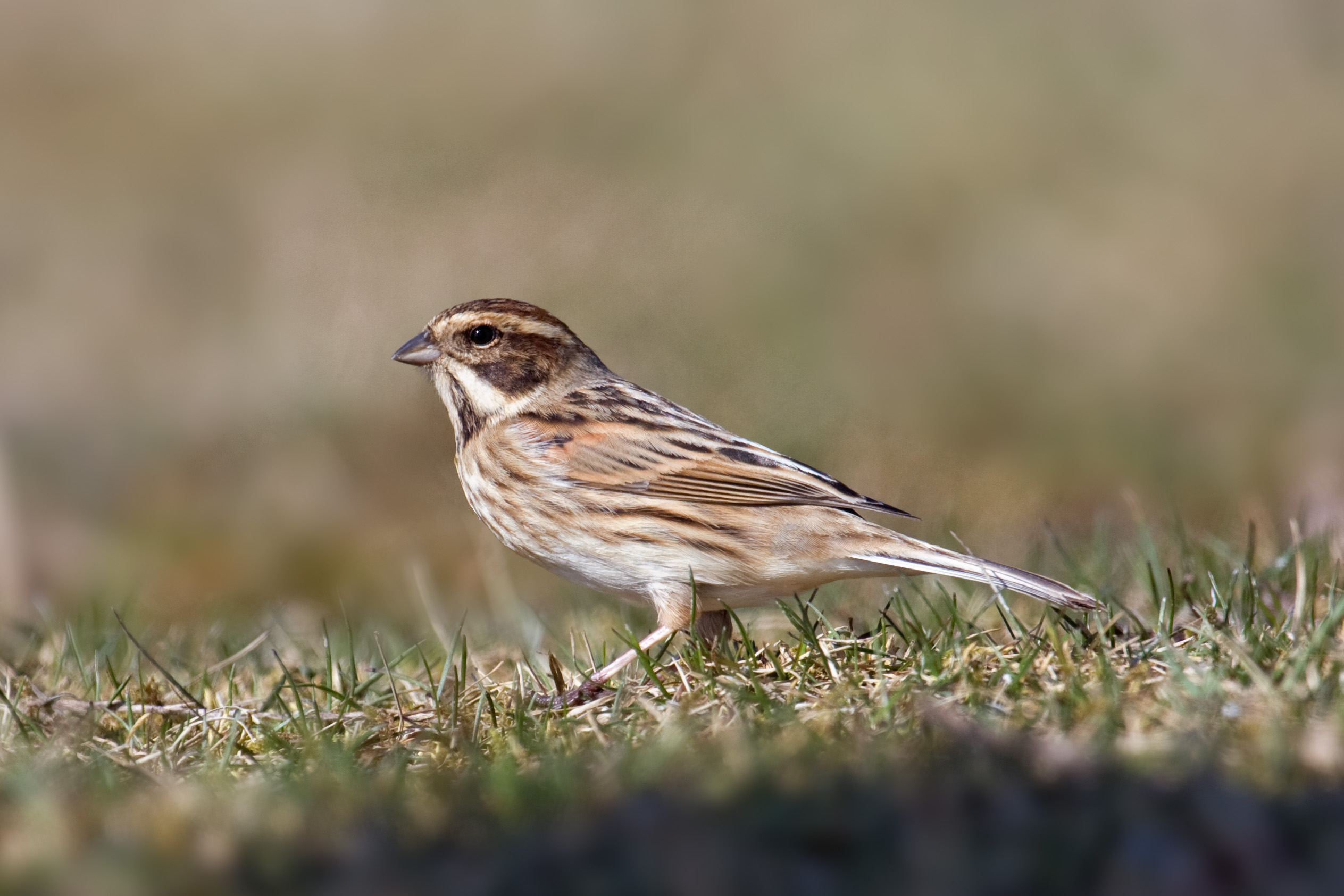
검은머리쑥새 암컷
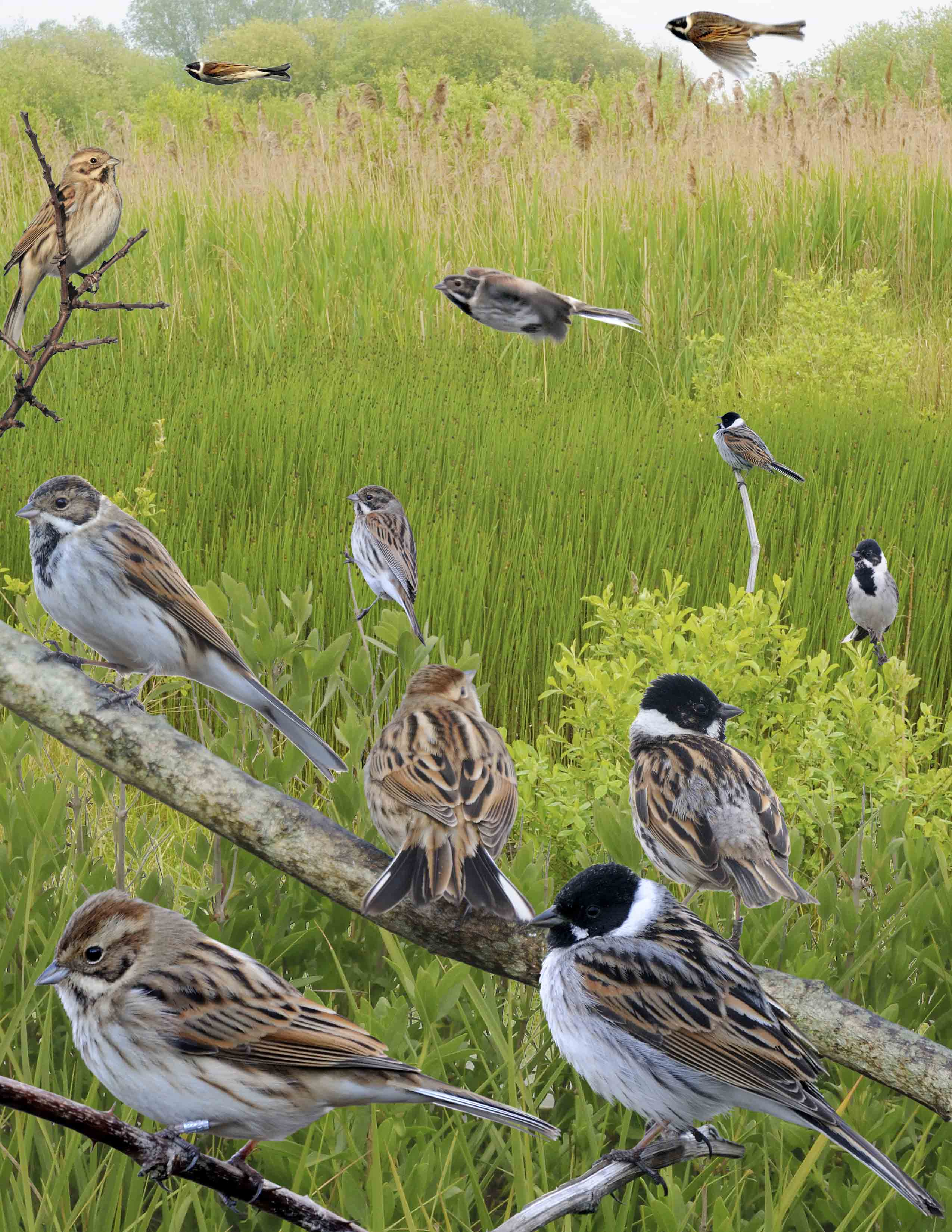
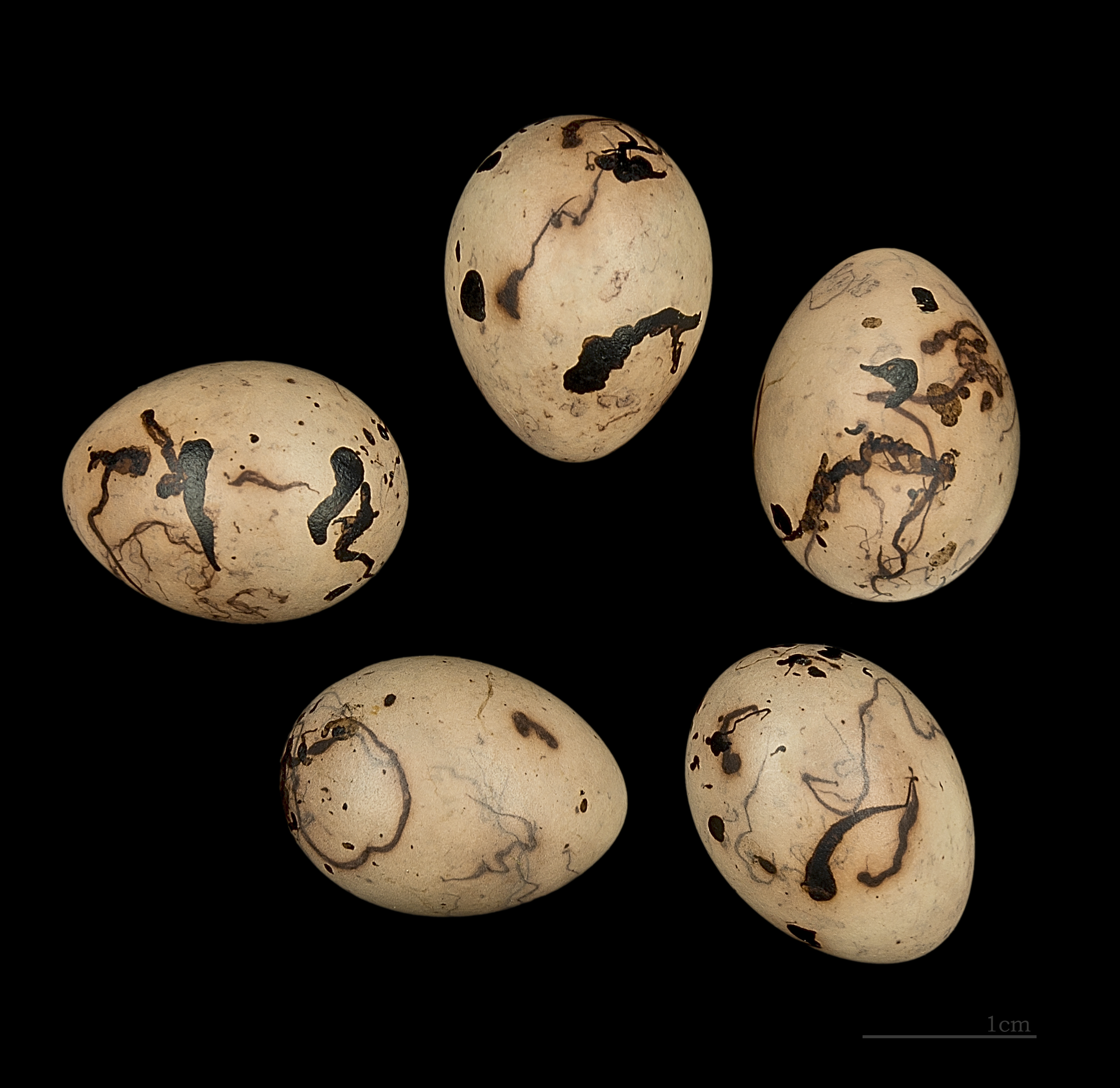
검은머리쑥새 알
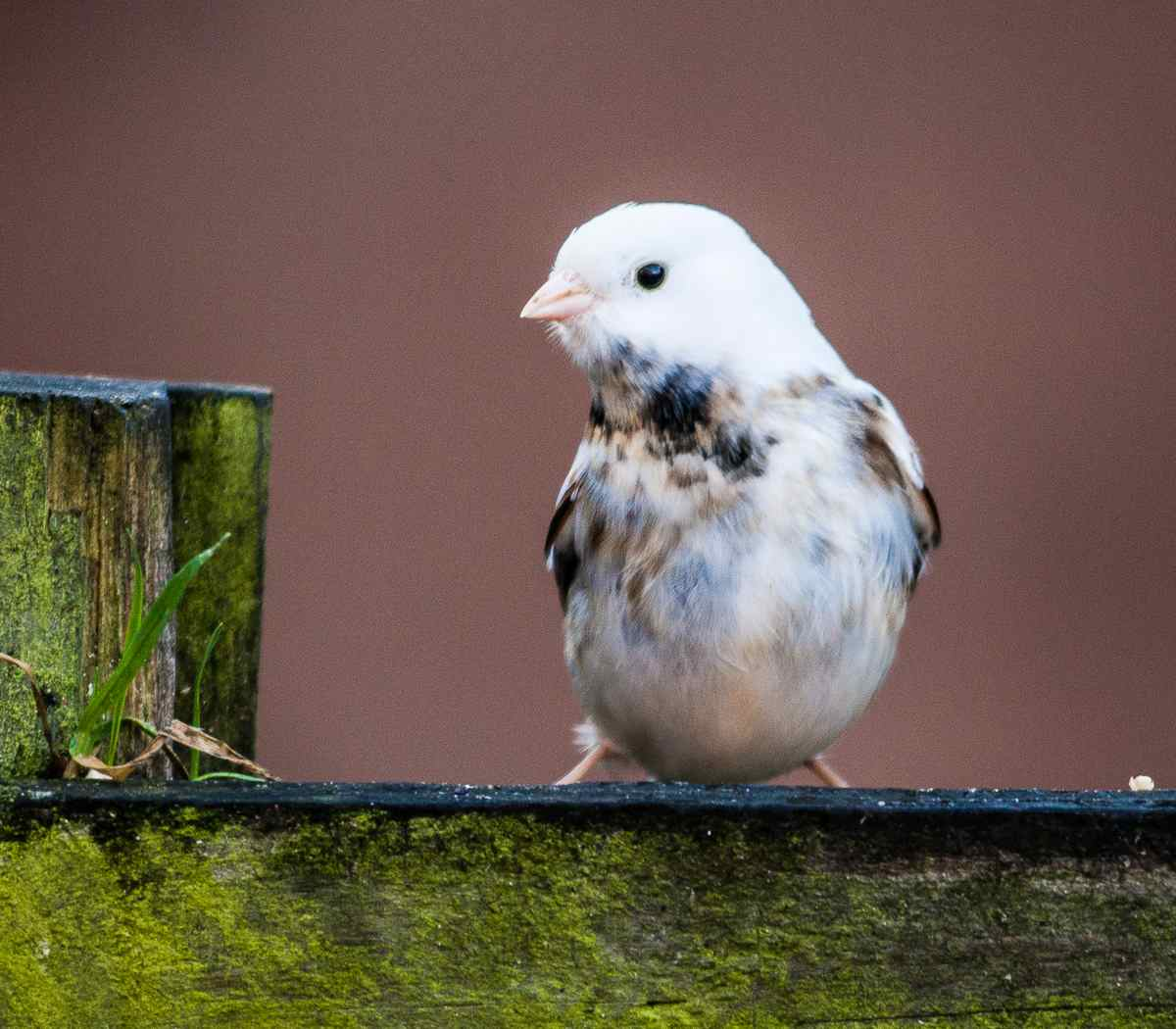